# Odd Inge Olsen
Odd Inge Olsen (Hitra, 28 dicembre 1969) è un ex calciatore norvegese, di ruolo centrocampista.

## Carriera

### Club
Olsen giocò nel Nardo, prima di passare al Molde. Debuttò nella Tippeligaen il 14 aprile 1996, nella sconfitta per 2-0 in casa del Rosenborg. Il 27 aprile segnò la prima rete, nella sconfitta per 4-2 contro lo Start.
Passò poi al Rosenborg, per cui esordì il 26 agosto 2001, nel successo per 2-5 sullo Strømsgodset. Segnò la prima rete il 29 luglio 2002, nella vittoria per 2-3 sul campo del Lyn Oslo. Rimase in squadra fino alla conclusione del campionato 2004.

### Nazionale
Olsen conta 2 presenze per la Norvegia. Esordì il 6 settembre 1997, subentrando a Jostein Flo nella vittoria per 1-0 sull'Azerbaigian.